# نبیریو یکم
سِواچِن‌رع نِبیریو یا نِبیریو یکم فرعونی در دودمان شانزدهم یا هفدهم مصر در تبس مصر علیا بود. بر پایه پاپیروس تورین او برای ۲۶ سال فرمانروایی کرد و پس از او نبیریو دوم - که احتمال دارد پسر او بوده باشد - به تخت رسید. نام نخست او "سِواچِن‌رع" به معنای «آنکه رع باعث رشدش می‌شود» است.
سنگ یادبود قضایی قاهره به سال نخست فرمانروایی او بر می‌گردد، هنگامی که پدر سوبک‌ناخت دوم - سوبک‌ناخت یکم - ریاست استان کاب را از کبسی خرید. کبسی پسر استاندار آیمِرو، که بعدها وزیر اعظم شد، و نوه آیا بود، کسی که در سال یکم فرمانروایی شاه مرهوتپ‌رع اینی در دودمان سیزدهم وزیر اعظم گشت. این نتیجه می‌دهد که صاحب گور بسیار تزیین شدهٔ T10 در کاب سوبک‌ناخت دوم بوده. از این رو اگر سوبک‌ناخت یکم ریاستش را در سال ۱ حکومت نبیریو یکم خریده باشد پسرش می‌بایست در واپسین سال‌های نبیریو یکم و نیز در طول فرمانروایی نبیریو دوم و حتا ببی‌آنخ شاه بوده باشد.